# Darren Henry
Darren George Henry (né le 4 août 1968) est un homme politique britannique. Il est député conservateur de la circonscription de Broxtowe dans le Nottinghamshire de 2019 à 2024.

## Jeunesse
Henry est né à Bedford, en Angleterre, d'un père d'origine jamaïcaine, Harry. Sa mère, Gloria, est originaire de Trinidad. Pendant sa jeunesse, Henry fréquente l'école Rushmoor. Avant d'entrer en politique, Henry sert dans la Royal Air Force.

## Carrière politique
Au début de 2014, Henry rejoint les conservateurs . Au cours de la première année d'adhésion d'Henry, il aide Robert Jenrick dans sa campagne pour remporter l'élection partielle de 2014 à Newark. Après quelques mois d'adhésion, il cherche à être nommé candidat conservateur dans le North West Hampshire. Il est présélectionné, mais perd contre l'ancien maire adjoint de Londres Kit Malthouse.
Aux élections générales de 2015, il est choisi comme candidat conservateur pour Wolverhampton North East, dans les West Midlands. Il est également employé comme directeur général chez Harvest Fine Foods. Il arrive deuxième derrière Emma Reynolds du Labour, avec une baisse de 4,4% de la part des votes conservateurs.
Il est conseiller de quartier à Shrewton, Wiltshire avant de démissionner en septembre 2019. Henry est également un conseiller unitaire du Wiltshire de mai 2017 à janvier 2020 ,.
Début 2019, Henry est présélectionné pour être commissaire de la police et du crime pour Swindon et Wiltshire. Il perd la sélection contre Jonathon Seed en avril 2019. L'élection du commissaire de la police et de la criminalité de mai 2020 est reportée à 2021.
À l'été 2019, il est sélectionné, avec Tony Devenish et Felicity Buchan, pour le siège ultra-marginal de Kensington à Londres. Il n'est pas sélectionné. À la suite de cela, il est choisi comme candidat parlementaire conservateur pour Broxtowe en septembre 2019.
Lors d'une campagne électorale générale de 2019 à Broxtowe, Henry déclare qu'il pourrait présenter un projet de loi d'initiative parlementaire pour interdire la publicité sur les prêts sur salaire, et suggère que les utilisateurs des banques alimentaires avaient besoin d'aide pour comprendre l'argent et la budgétisation.
Dans son discours inaugural du 25 juin 2020 qui est également dans la semaine marquant 72 ans depuis l'arrivée de la génération Windrush au Royaume-Uni, Henry parle négativement du Labour pour sa représentation des immigrés et de ceux de la génération Windrush. Henry parle de sa fierté d'être le premier parlementaire conservateur d'origine antillaise,.
Aux élections générales de 2024, battu par la travailliste Juliet Campbell, Henry n'est pas réélu.

## Vie privée
Darren Henry est marié à Caroline Henry et a des jumeaux. Caroline est la candidate conservatrice aux élections du PCC 2021 dans le Nottinghamshire.